# Piz Albris
Piz Albris – szczyt w Alpi di Livigno, w Alpach Retyckich. Leży w Szwajcarii (Gryzonia), przy granicy z Włochami (Lombardia). Szczyt otaczają doliny Val Bernina i Val da Fain. W pobliżu leży Sankt Moritz. Rejon szczytu obfituje w jeziora: Lej d’Albris, Lej Languard, Lej da Pischa i Lej da Prüna.